# Суперкубок Полтавської області з футболу
Суперкубок Полтавської області з футболу — щорічний одноматчевий турнір, у якому грають діючі чемпіон та володар Кубка Полтавської області. У разі, якщо Кубок і Чемпіонат виграла одна команда, в Суперкубку грають чемпіон і фіналіст Кубка. Проводиться громадською спілкою «Асоціація футболу Полтавщини» в кінці кожного сезону, в жовтні або листопаді.
Перший розіграш Суперкубка Полтавської області відбувся в сезоні 2014 року, а першим його володарем став СК «Полтава». В 2020 році розіграш не відбувся через епідемію коронавірусної хвороби.
Постійного місця проведення розіграшів немає; найбільше матчів (три) відбулося в Полтаві на стадіоні «Динамо».
У восьми з дев'яти розіграшах брала участь «Олімпія», але змогла вибороти трофей лише з шостої спроби.
2021 року полтавський КЛФ став першим клубом, який спромігся зробити своєрідний «требл», завоювавши три головні футбольні трофеї Полтавщини.

## Результати
| Сезон | Дата та місце проведення                                                  | Переможець          | Рахунок               | Фіналіст                  | Примітки      |
| ----- | ------------------------------------------------------------------------- | ------------------- | --------------------- | ------------------------- | ------------- |
| 2014  | 1 листопада 2014, Карлівка, стадіон «Машинобудівник»                      | СК «Полтава»        | 2:1 (1:1)             | «Олімпія» (Савинці)       | [ 1 ] [ 2 ]   |
| 2015  | 24 жовтня 2015, Пирятин, стадіон «Ювілейний»                              | ФК «Рокита»         | 2:1 (0:0)             | «Олімпія» (Савинці)       | [ 3 ] [ 4 ]   |
| 2016  | 12 листопада 2016, Полтава, стадіон «Динамо»                              | ФК «Велика Багачка» | 4:2 (3:1)             | «Олімпія» (Савинці)       | [ 5 ]         |
| 2017  | 11 листопада 2017, Полтава, стадіон «Динамо»                              | ФК «Рокита»         | 0:0, пен. 6:5         | «Олімпія» (Савинці)       | [ 6 ] [ 7 ]   |
| 2018  | 8 листопада 2018, Полтава, стадіон «Динамо»                               | «Колос» (Лазірки)   | 2:1 (2:1)             | «Олімпія» (Савинці)       | [ 8 ] [ 9 ]   |
| 2019  | 6 листопада 2019, Полтава, стадіон «Ворскла» імені Олексія Бутовського    | «Олімпія» (Савинці) | 1:0 (0:0)             | «Легіон» (Полтава)        | [ 10 ]        |
| 2021  | 28 листопада 2021, Кременчук, стадіон «Кремінь-Арена» імені Олега Бабаєва | КЛФ (Полтава)       | 1:1 (1:1), пен. 5:4   | «Стандарт» (Нові Санжари) | [ 11 ] [ 12 ] |
| 2022  | 10 грудня 2022, Полтава, стадіон «Молодіжний»                             | «Олімпія» (Савинці) | 2:1 (0:1)             | «Стандарт» (Нові Санжари) | [ 13 ]        |
| 2023  | 4 листопада 2023, Полтава, стадіон «Ворскла» імені Олексія Бутовського    | «Олімпія» (Савинці) | 1:1 (0:0), пен. 13:12 | ФК «Рокита»               | [ 14 ]        |
| 2024  | 23 листопада 2024, Полтава, стадіон «Динамо»                              | ФК «Рокита»         | 1:0 (1:0)             | «Олімпія» (Савинці)       | [ 13 ]        |

## Рекорди

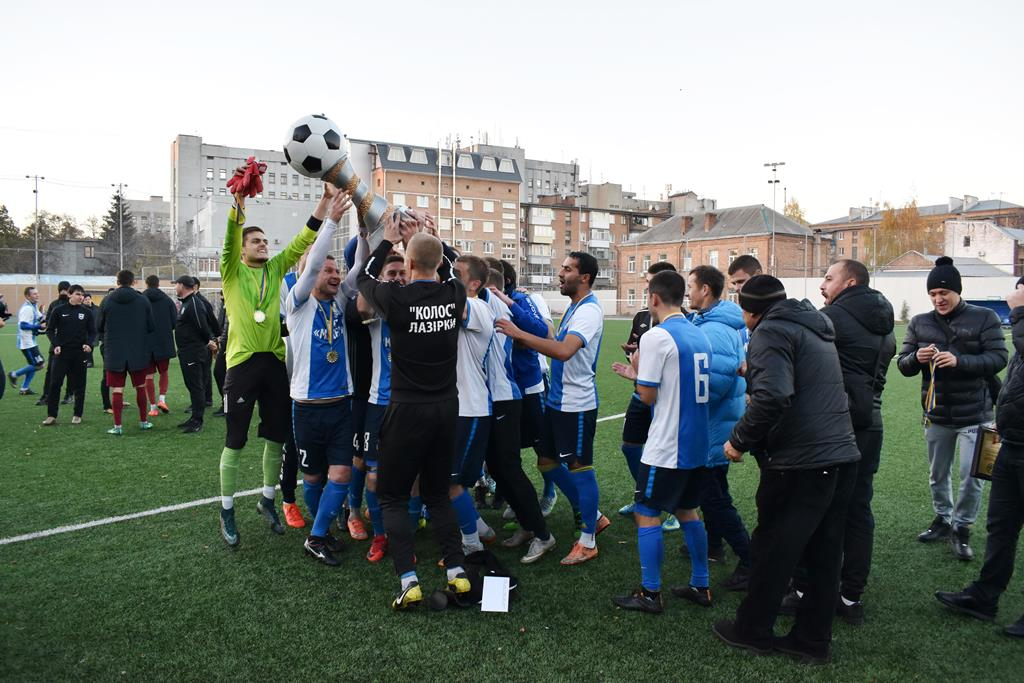
«Колос» (Лазірки) — володар Суперкубка Полтавщини 2018

- Найбільша кількість перемог у Суперкубку: «Олімпія» (Савинці), ФК «Рокита» — по 3.
- Найбільшу кількість м'ячів у Суперкубку було забито в матчі між «Великою Багачкою» й «Олімпією» в 2016 році («Велика Багачка» перемогла з рахунком 4:2).
- Найкращими бомбардирами Суперкубка є Олавале Фабунмі («Олімпія»), Дмитро Мілько (ФК «Велика Багачка»), Максим Вергун («Стандарт») та Юрій Фоменко (СК «Полтава», ФК «Рокита») — по 2 м'ячі.